# Pascal Wolter
Pascal Wolter (* 11. März 1975 in Düsseldorf) ist ein deutscher Badmintonspieler des OSC Düsseldorf. Er startet im Parabadminton in der Startklasse SL3 im Einzel und im Doppel.

## Sportliche Laufbahn
2001 erreichte Wolter bei der Badminton-Weltmeisterschaft für Behinderte in Córdoba eine Bronzemedaille im Doppel. Bei den folgenden WM 2003 in Cardiff, 2005 in Hsinchu und 2007 in Bangkok wurde er jeweils Weltmeister im Einzel. Wolter nahm seit der Badminton-Europameisterschaft für Behinderte 2004 in Tilburg erfolgreich an Europameisterschaften teil. 2004, 2006, 2008 und 2012 wurde er Europameister im Einzel und im Doppel. 2018 war er mit Jan-Niklas Pott bei der EM in Rodez im Doppel erfolgreich und gewann eine Bronzemedaille im Einzel. Wolter strebt die Teilnahme an den Sommer-Paralympics 2020 in Tokio an, bei denen erstmals Badminton-Wettbewerbe im Programm sind.